# Gong Weijie
Gong Weijie (chinesisch 龚伟杰, * 2. Juni 1986) ist ein chinesischer Badmintonspieler.

## Karriere
2004 erkämpfte sich Gong Weijie seine ersten Lorbeeren, als er sich bei der Asienmeisterschaft der Junioren Silber im Herreneinzel erkämpfen konnte. 2006 wurde er Welthochschulmeltmeister. Bei der China Open Super Series 2007 war in Runde eins Endstation, zwei Jahre später konnte er sich sowohl bei der Swiss Open Super Series 2009 als auch bei der All England Super Series 2009 schon bis in die zweite Runde und damit unter die besten 32 Spieler der Welt vorkämpfen. Ebenfalls 2009 wurde er Zweiter bei den German Open.

## Sportliche Erfolge
| Saison | Veranstaltung                     | Disziplin    | Platz | Name        |
| ------ | --------------------------------- | ------------ | ----- | ----------- |
| 2002   | Asienmeisterschaft der Junioren   | Herrenteam   | 3     | China       |
| 2004   | Asienmeisterschaft der Junioren   | Herreneinzel | 2     | Gong Weijie |
| 2006   | Weltmeisterschaften der Studenten | Herreneinzel | 1     | Gong Weijie |
| 2007   | Universiade                       | Team         | 2     | China       |
| 2008   | Hong Kong Open                    | Herreneinzel | 5     | Gong Weijie |
| 2009   | German Open                       | Herreneinzel | 2     | Gong Weijie |